# Nick Craig (Eishockeyspieler)
Nick Craig (* 3. November 1990 in New Plymouth) ist ein neuseeländischer Eishockeyspieler, der seit 2023 bei den Eisbären Juniors Berlin in der deutschen Regionalliga Nord spielt.

## Karriere
Nick Craig, der aus New Plymouth nahe dem Mount Taranaki stammt, begann seine Karriere bei den West Auckland Admirals, für die er mit 20 Jahren in der New Zealand Ice Hockey League debütierte. Mit der Mannschaft wurde er 2018 erstmals neuseeländischer Landesmeister. Inmitten der Spielzeit 2021 wechselte er zum zweitklassigen Lokalkonkurrenten Auckland Mako. 2022 wagte er den Sprung nach Europa. Nach einem Jahr bei den Amsterdam Tigers in den Niederlanden wechselte er in die deutsche Hauptstadt, wo er für die Eisbären Juniors Berlin in der viertklassigen Regionalliga Nord spielt.

### International
Im Juniorenbereich spielte Craig mit der neuseeländischen Auswahl bei der U20-Weltmeisterschaft 2010 in der Division III.
Für die Herren-Nationalmannschaft nahm Craig erstmals an der Weltmeisterschaft 2014 in der Division II teil. Auch 2016, 2017, 2018, 2019 und 2023 spielte er in der Division II.

## Erfolge und Auszeichnungen
- 2018 Neuseeländischer Meister mit den West Auckland Admirals

## NZIHL-Statistik
(Stand: Ende der Saison 2021)